# 巴里克县

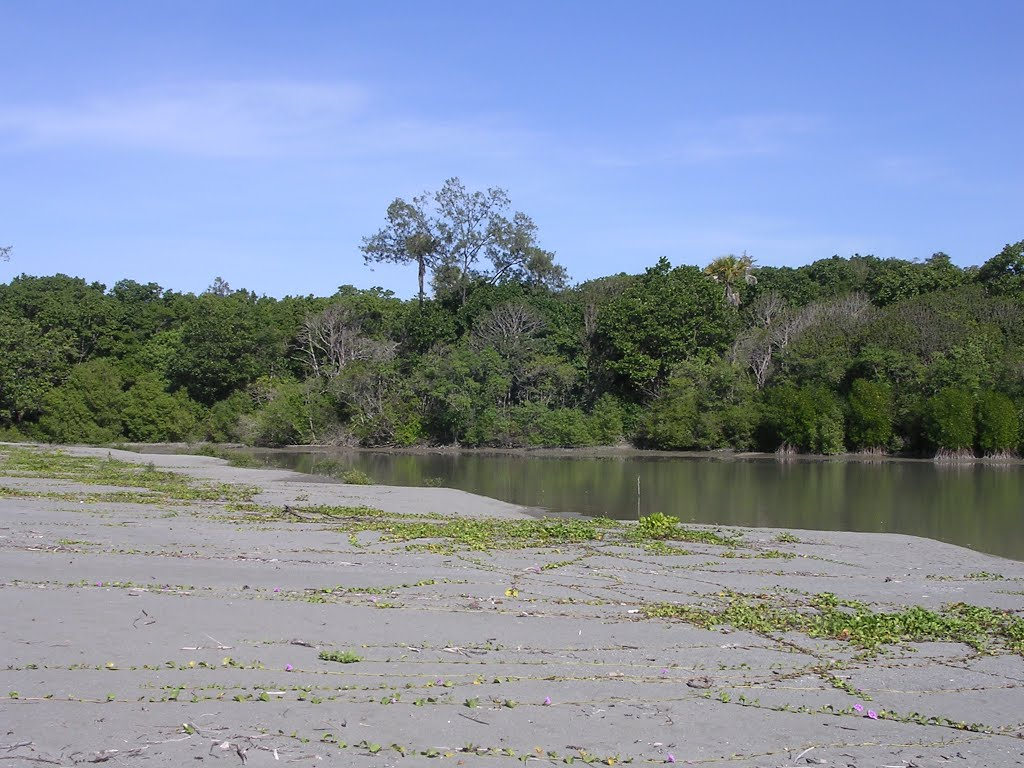

巴里克县是东帝汶民主共和国马纳图托区的一个县，该县面积397.40平方公里，2010年人口普查时时人口为4768，县治位于巴里克。